# Portland International Jetport
Portland International Jetport (IATA:  PWM, ICAO: KPWM, FAA LID: PWM) är en flygplats som ägs av staden Portland i delstaten Maine i USA. , men stora delar av den, inklusive huvud- start- och landningsbanan, ligger i grannstaden South Portland.